# Cobarde (canción de Ximena Sariñana)
«Cobarde» es una canción escrita e interpretada por la cantante mexicana Ximena Sariñana, incluida en su cuarto álbum de estudio ¿Dónde bailarán las niñas? (2019), siendo éste el cuarto y último sencillo oficial del álbum, lanzada en marzo del 2019.

## Antecedentes
El video musical se lanzó en YouTube el mismo día del lanzamiento de la canción y obtuvo más de 25 millones de reproducciones, siendo el segundo video más visto de sencillos de su álbum, solo después de "Si tú te vas" con 27 millones. La letra de la canción relata una historia de desamor y profunda tristeza, donde quiere olvidarlo para siempre.

## Lista de canciones
- Descarga digital (álbum)[7]

1. "Cobarde" – 3:34